# آخوند مالك
آخوند مالك (ت. 1400 هـ). هو رجل دين شيعي تركي كان من الزعماء الدينيين للشيعة الإثني عشريَّة في محافظة گارس التركية، وكان معارضاً للحكم التركي الحديث بعد سقوط الدولة العثمانيَّة، وإقامة جمهورية تركيا الحديثة على يد مصطفى كمال أتاتورك، وكان للآخوند مالك إدانات قاطعة لحكم أتاتورك، فزجَّته الحكومة التركيَّة في السجن مرَّات عديدة. وقد أسَّس عدَّة مساجد ومشاريع في گارس وضواحيها.

## مؤلفاته
- دوغرويول. كتاب يناقش معنى (الصراط المستقيم)، وهو باللغة التركيَّة. وقد ورد عنوان هذا الكتاب في ترجمة آخوند مالك في موسوعة مؤلفي الإماميَّة.[1]

### كتب
- موسوعة مؤلفي الإمامية. مجمع الفكر الإسلامي، طبع قم - إيران، 1420 هـ، منشورات مجمع الفكر الإسلامي / معاونت آموزشي پژوهشي وزارت فرهنگ وارشاد إسلامي.

### إشارات مرجعية
1. 1 2  
موسوعة مؤلفي الإمامية - ج1. ص. 33. مؤرشف من الأصل في 2019-12-07. {{استشهاد بكتاب}}: الوسيط |الأول= يفتقد |الأخير= (مساعدة)